# Notre-Dame de Paris (romanzo)
Notre-Dame de Paris (Notre-Dame de Paris. 1482), noto anche come Nostra Signora di Parigi, è un romanzo storico di Victor Hugo, pubblicato nel 1831, quando l'autore aveva 29 anni. Fu il primo grande successo dello scrittore francese: venne infatti immediatamente accolto con grande favore, superando la censura del tempo. Il titolo fa riferimento alla celeberrima cattedrale di Parigi, uno dei luoghi principali dove è ambientato l'intreccio, cuore della Parigi basso medievale, al tempo del re Luigi XI di Francia, nel 1482.

## Prefazione
Il romanzo inizia con una breve prefazione in cui Victor Hugo racconta di aver trovato nel recesso oscuro di una delle torri, durante una sua visita all'interno della cattedrale, una parola greca in lettere maiuscole incisa profondamente a mano nella pietra, con i tratti tipici della grafia gotica medievale: ANAΓΚΗ. 
La parola greca - che poi dice scomparsa - sarebbe Ananke, nome con cui si identificava nella religione greca antica la dea del destino, della necessità inalterabile e del fato. Così Hugo intende evidenziare che anche i personaggi del suo romanzo sembrano obbedire ad un destino ineluttabile e drammatico.

## Trama

### La festa dei folli
Parigi, 6 gennaio 1482. In quel giorno, da tempo immemore, vengono festeggiati due eventi: la solennità dell'Epifania e la festa dei folli, quest'ultima una manifestazione popolare culminante nell'elezione del papa dei folli. Quell'anno, presso il Palazzo di Giustizia, viene messo in scena un mistero teatrale in onore della principessa Margherita di Fiandra, scritto dallo squattrinato poeta Pierre Gringoire in occasione dell'arrivo a Parigi dell'ambasciata fiamminga. Sfortunatamente per l'autore, ben presto l'attenzione del pubblico si sposta sugli ospiti fiamminghi, uno dei quali, annoiato dalla rappresentazione teatrale, propone di organizzare una gara di smorfie allo scopo di eleggere come papa dei folli colui che avesse sfoggiato la smorfia più grottesca. L'idea riscuote grande successo presso gli astanti, entusiasti al punto da partecipare in massa. La gara termina con l'elezione a papa dei folli di un inconsapevole Quasimodo, deforme campanaro della cattedrale di Notre-Dame, suo malgrado partecipe alla gara. La folla, euforica e oramai del tutto dimentica del lavoro teatrale, abbandona il Palazzo di Giustizia e si precipita nella piazza, attratta dall'esibizione di una giovane zingara, Esmeralda, assieme alla sua graziosa capretta di nome Djali.

### La Corte dei Miracoli

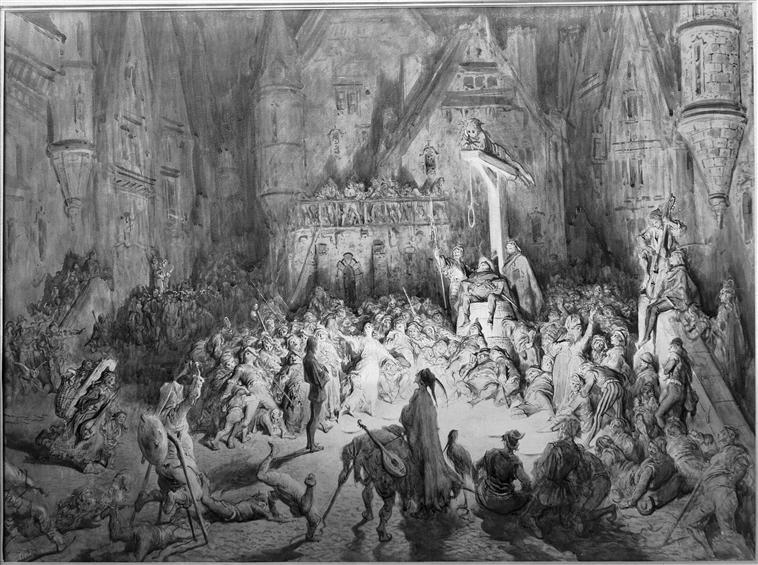
La Corte dei Miracoli in un'illustrazione di Gustave Doré per l'edizione in lingua originale del 1860.

Deluso e sconfortato, Pierre Gringoire inizia a vagabondare per le strade di Parigi senza una meta fino a ritrovarsi presso la Corte dei Miracoli, quartier generale della comunità di zingari, i quali di giorno si guadagnano da vivere incantando la popolazione con trucchi e magie, o simulando false invalidità per poter chiedere l'elemosina, o semplicemente derubando; di sera, invece, si ritirano nel loro quartiere, dove ciascuno riacquista la propria reale identità. Aggirato da un gruppo di zingari, Gringoire viene condotto presso il loro capo Clopin Trouillefou, noto nella comunità gitana come "il re di Thunes", un personaggio scaltro, carismatico e violento che, dopo un interrogatorio sommario, decide di uccidere Gringoire per aver violato gli esclusivi confini della comunità zingara (presso la Corte dei Miracoli, infatti, era di fatto vietato l'ingresso a chiunque non appartenesse alla loro comunità). A salvarlo interviene la giovane zingara Esmeralda che, pur non avendo alcun legame con lui, decide di evitargli la morte accettando di sposarlo. Viene, così, celebrato il matrimonio tra i due, secondo il rito gitano della comunità.

### Esmeralda: il rapimento, il tentato omicidio e il processo inquisitorio
Soltanto alcune ore prima Esmeralda era, a sua volta, scampata a un tentato rapimento compiuto da Quasimodo dietro ordine dell'arcidiacono della cattedrale di Notre-Dame, monsignor Claude Frollo, da molto tempo ossessionato da un desiderio possessivo nei confronti della zingara. Il salvataggio avviene grazie a Phoebus de Châteaupers (noto in alcune edizioni italiane come Febo), capitano degli arcieri del re, il cui intervento eroico fa innamorare perdutamente Esmeralda. Unico accusato del tentato rapimento, Quasimodo verrà messo alla gogna: nel disprezzo generale del pubblico, solo la giovane zingara gli mostrerà compassione porgendogli dell'acqua da bere e questo gesto di carità lo farà innamorare di lei.
Intanto Phoebus, giovane scapestrato avvezzo alle facili avventure amorose, consapevole dell'infatuazione della zingara per lui, riesce a convincere Esmeralda ad un incontro "romantico" in una locanda. Prima di giungere all'appuntamento, Phoebus si scontra con Frollo, il quale riesce ad estorcergli i dettagli dell'appuntamento, convincendolo anche a lasciarlo assistere di nascosto all'incontro amoroso. Una volta giunti alla locanda, ancora prima che il rapporto tra i due giovani amanti si consumi, l'arcidiacono, fuori di sé per la gelosia, esce dal nascondiglio e pugnala il capitano; credendo di averlo ucciso scappa dalla finestra, deciso a far ricadere sulla zingara le accuse dell'omicidio. Phoebus, in realtà sopravvissuto, decide di fuggire senza lasciare notizie di sé, timoroso che un suo coinvolgimento nell'affare possa danneggiare gli accordi di matrimonio da tempo presi con una giovane nobildonna di nome Fleur-de-Lys (nota in alcune edizioni italiane come Fiordaliso).
Esmeralda viene sottoposta a processo inquisitorio: in un primo momento si rifiuta di parlare, se non per proclamare la sua innocenza o per chiedere notizie dell'amato Phoebus, ma poi la terribile tortura dello stivaletto finisce con il farle confessare qualunque falsa accusa mossa contro di lei. La sentenza diventa a quel punto inevitabile: impiccagione per omicidio, a cui si aggiunge anche il capo d'accusa di stregoneria grazie alla testimonianza della padrona della locanda in cui era avvenuto il presunto omicidio, che affermava di aver visto entrare nella stanza tre persone - attribuendo l'identità del terzo individuo, in realtà Frollo, al diavolo - e la presunta trasformazione del denaro ricevuto da Phoebus in una foglia secca, quando in realtà la moneta era stata scambiata da un ragazzino lì presente; inoltre il fatto di avere una capretta addomesticata - animale identificato nella cultura di massa con il diavolo - con cui si esibiva, le aveva attirato già in passato maldicenze di stregoneria.

### Il rifugio nella cattedrale di Notre-Dame
Nelle segrete della prigione dove viene rinchiusa, Esmeralda riceve la visita di monsignor Frollo che, rivelatole il suo amore per lei e i suoi intricati piani per possederla, ivi compreso l'omicidio di Phoebus, le offre la possibilità di salvarle la vita in cambio del suo amore. Esmeralda, disgustata, rifiuta l'accordo, preferendo piuttosto morire e raggiungere così l'amato, creduto morto.
Mentre viene portata al patibolo, nel momento in cui il corteo dell'esecuzione passa davanti alla cattedrale di Notre-Dame, Quasimodo si cala dalla balaustra della cattedrale e porta in salvo l'amata zingara all'interno dell'edificio, consapevole dell'impunità a cui avevano diritto tutti i condannati rifugiati tra le mura sacre delle chiese (diritto che neanche il parlamento poteva violare, salvo rare eccezioni). Il tempo trascorso assieme a Quasimodo dà modo a Esmeralda di conoscere il carattere buono e generoso dell'essere deforme, che si dimostra sempre rispettoso nei suoi confronti, perfino devoto, arrivando al punto di proteggerla dai reiterati tentativi di Frollo di possederla.
Nel frattempo il gitano Clopin Trouillefou organizza, assieme all'intera comunità zingara, un assalto alla cattedrale per liberare Esmeralda dalla detenzione forzata, ma il re di Francia Luigi XI viene indotto a scambiare il gesto per una rivolta popolare mossa contro la sua regia autorità e la sua persona; dà ordine, perciò, a un manipolo di soldati di violare i confini sacri della cattedrale per catturare la zingara e impiccarla pubblicamente, come dimostrazione del proprio potere, sperando così di sedare la rivolta e placare i sediziosi. Allo stesso tempo Quasimodo, che scambia le reali intenzioni degli zingari per un tentativo di uccidere l'amata Esmeralda, tenta di rintuzzare l'attacco gettando pietre, travi e piombo fuso dall'alto della chiesa, arrivando, spinto da una cieca rabbia, a uccidere brutalmente un uomo che era riuscito a raggiungerlo, senza rendersi conto che quell'uomo era Jean du Moulin, fratello di Frollo. Al contempo i soldati del re lanciano una pioggia di frecce contro gli zingari, sterminandoli in massa. Clopin rimane ucciso e i gitani superstiti fuggono.

### La madre ritrovata e l'esecuzione della condanna
Nella confusione generatasi Frollo, dilaniato da un lato dalla cieca passione nei confronti della zingara e dall'altro dal desiderio di vendicarsi per il suo ferreo rifiuto di concederglisi, decide di fare un ultimo tentativo e la libera, ma solo per portarla davanti al patibolo di place de La Grève e costringerla a scegliere tra lui e la forca. Di fronte all'ennesimo categorico rifiuto di Esmeralda, Frollo decide di chiamare le guardie regie per vendetta e trascina, intanto, la giovane al Buco dei Ratti (una cella senza aperture dove si rifugiavano spontaneamente coloro che volevano espiare dei peccati); qui la affida a Sorella Gudule, la detenuta volontaria della cella che tanto odiava la comunità zingara per averle rapito quindici anni prima la figlia di appena pochi mesi. Nei brevi momenti passati insieme, in attesa dell'arrivo delle guardie, sorella Gudule confida alla ragazza il motivo dell'astio nei suoi confronti, rivelandole la storia della figlia rapita e mostrandole l'unico ricordo che le rimaneva di lei: una scarpina rosa da neonato. Del tutto incredula, Esmeralda mostra a sua volta il contenuto di un amuleto che porta sempre al collo e che dice essere l'unico legame con sua madre: proprio una scarpina rosa da neonato del tutto identica a quella mostratale dalla donna. La verità sulla faccenda viene così svelata: Esmeralda si chiama in realtà Agnès, figlia della prostituta Paquette Guybertaut "la Chantefleurie" (sorella Gudule), rapita dagli zingari quando aveva pochi mesi, i quali l'avevano scambiata nella culla con il piccolo deforme Quasimodo; questi, poi, per impedire che cominciassero le ricerche per il ritrovamento della piccola, avevano inscenato un sacrificio umano, facendo credere a tutti che la bambina fosse morta, quando invece era stata portata all'interno della comunità gitana e cresciuta come un loro membro.
La felicità del reciproco ritrovamento viene ben presto smorzata dall'ineluttabilità degli eventi e dalla condanna a morte ancora pendente sulla giovane gitana. Nonostante i maldestri tentativi della madre di nasconderla alle guardie portandola all'interno della cella, Esmeralda viene scoperta e portata di peso sul patibolo, assieme alla madre, rimasta aggrappata a lei. Qui la madre muore in un estremo tentativo di ribellione, mentre la giovane Agnès-Esmeralda viene impiccata, sotto gli occhi attenti e soddisfatti dell'arcidiacono Frollo, che osserva impassibile la scena dalla cima della torre di Notre-Dame. Nel frattempo Quasimodo, accecato da un'irrefrenabile rabbia per la consapevolezza del ruolo che il suo benefattore aveva avuto in tutta la faccenda fino al tragico finale, scaraventa l'arcidiacono al di là della balaustra, facendolo precipitare.

### La fine
Il romanzo finisce con la spiegazione di quanto successo ai personaggi in seguito: il re muore di morte naturale, mentre Phoebus, completamente guarito dalla ferita provocatagli da Frollo, totalmente indifferente alla vicenda e senza alcun senso di colpa, si sposa con la ricca Fleur-de-Lys. Per quello che riguarda la sorte di Quasimodo, invece, il romanzo spiega che una volta raggiunto il corpo esanime dell'amata zingara (accatastato assieme agli altri cadaveri presso il sotterraneo di Montfaucon) si sdraia al suo fianco e si lascia morire, in un eterno ultimo abbraccio. La scena, denominata significativamente Il matrimonio di Quasimodo, viene così descritta:

## Personaggi

### Personaggi principali

#### Quasimodo

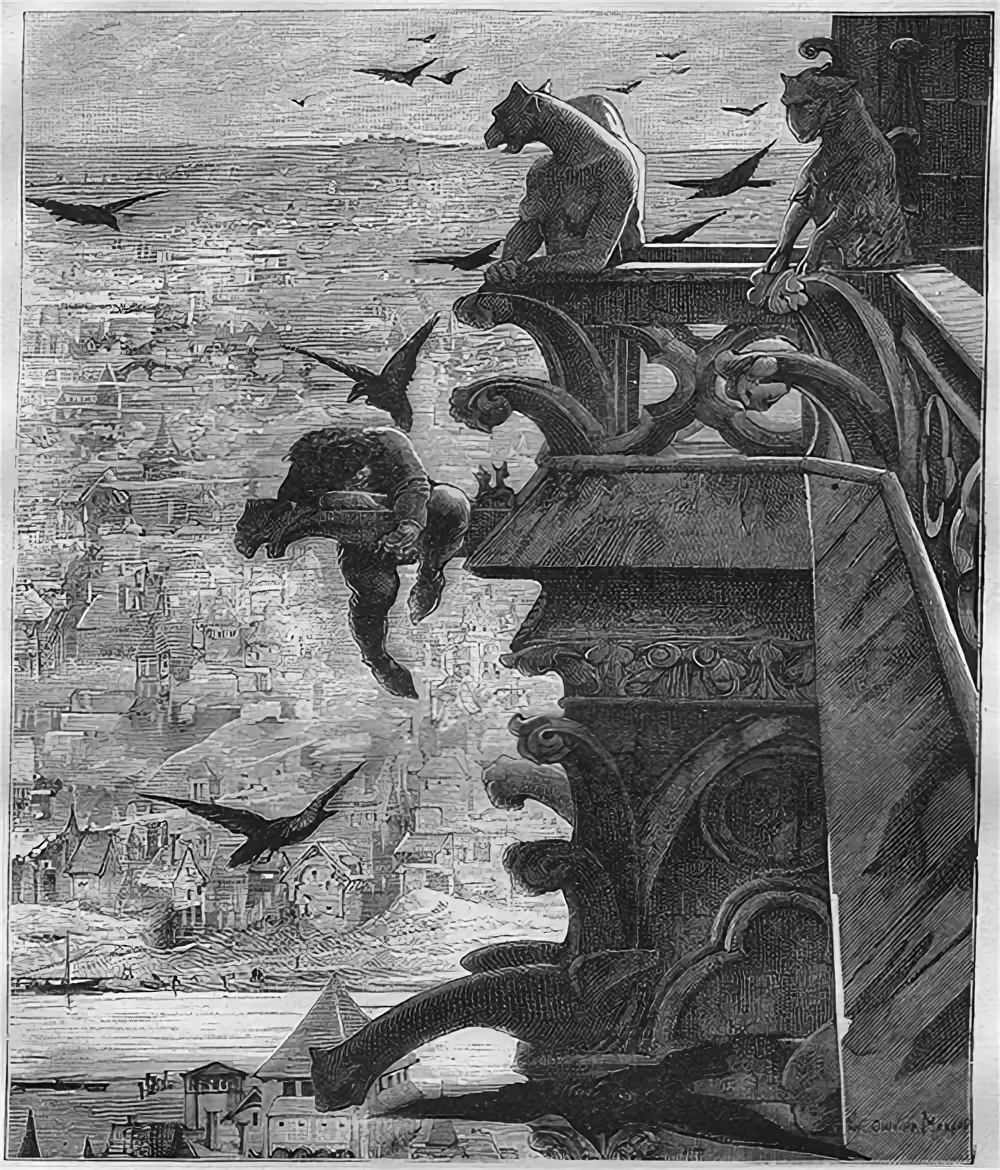
Quasimodo appollaiato su una garguglia.

Più comunemente noto come il gobbo di Notre-Dame, è il protagonista della storia, un essere deforme, zoppo, gobbo e con una verruca che gli copre completamente un occhio. Figlio di una coppia di zingari, viene da loro ripudiato e scambiato con la bella bambina Agnès, figlia di una prostituta, che rapiscono dalla culla, lasciando al suo posto il figlio deforme di appena quattro anni. Salvato da morte certa (l'opinione popolare vedeva in lui una creatura immonda, nata dall'unione tra il diavolo e una strega e quindi meritevole di morte), l'arcidiacono Claude Frollo decide di salvarlo e lo prende con sé.

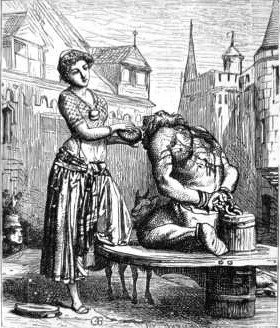
Esmeralda offre dell'acqua a Quasimodo sulla gogna durante la fustigazione. Illustrazione di Gustave Brion per l'edizione Hugues in lingua originale del 1877.

Datogli il nome Quasimodo (poiché assomigliava in "quasi" "modo" a un essere umano, e anche per la domenica quasimodo, la prima dopo Pasqua, in cui è stato abbandonato), egli viene cresciuto all'interno della cattedrale di Notre-Dame. Qui il ragazzo trascorre le giornate appollaiato sulle garguglie e sulle guglie, per poi diventare nel corso degli anni il campanaro della chiesa, occupazione che finisce con il renderlo completamente sordo e incapace di comunicare. Nonostante tutti provino disgusto e paura nei suoi confronti Quasimodo è nel profondo di animo buono, anche se l'isolamento forzato causato dalla sua deformità fisica e dalla sordità non fa che renderlo ancor più emarginato e astioso nei confronti delle persone. Solamente Frollo riesce a comunicare con lui, tramite i gesti.
Quasimodo prova nei confronti dell'arcidiacono un amore incondizionato, poiché in lui vede l'unica persona capace di mostrargli affetto e benevolenza, o almeno così era stato fino al giorno in cui, messo alla gogna e fustigato per il tentato rapimento di Esmeralda, proprio la gitana si mostra compassionevole nei suoi confronti porgendogli dell'acqua da bere. Questo gesto della ragazza fa sbocciare in lui il sentimento dell'amore. Per questo motivo, sebbene inizialmente appoggi monsignor Frollo nelle sue ignobili azioni contro la zingara, quando comprende la diretta responsabilità dell'arcidiacono nella morte di Esmeralda, viene travolto dal furore e lo fa precipitare dalla torre della cattedrale. Quasimodo, poi, raggiunge il cadavere della zingara e le si sdraia accanto, lasciandosi morire.

#### Esmeralda

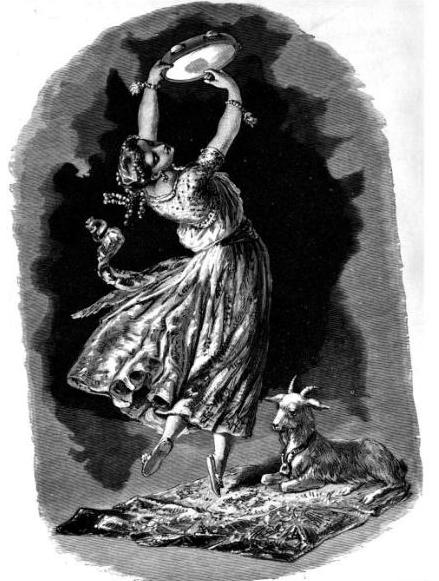
La Esmeralda

Altrimenti chiamata la Esmeralda. Giovane gitana di appena quindici anni viene rapita in tenera età a sua madre dalla comunità zingara (sostituendola nella culla con il deforme bambino Quasimodo) e cresciuta da questi come fosse una figlia d'Egitto. L'unico legame con il suo passato e la sua provenienza è data da un amuleto, che lei porta sempre al collo, impreziosito di pietre verdi (da cui il nome della ragazza "Esmeralda") e contenente una graziosa scarpina da neonato assieme a una pergamena indicante le parole «Quando l'altra troverai, / Tua madre riabbraccerai». Si guadagna da vivere danzando e cantando per strada, assieme alla sua fedele Djali, una capretta dal vello bianco e dalle corna e zampe dorate, a cui la zingara ha insegnato una serie di trucchetti capaci di attirare la curiosità (e la munificenza) popolare (e, purtroppo, anche la diffidenza inquisitoria). Nonostante la sua appartenenza alla comunità zingara, da sempre oggetto di estrema diffidenza presso il popolo, Esmeralda conquista la benevolenza di tutti, zingari e non, tranne quella di due personaggi: Paquette Guybertaut "la Chantefleurie", soprannominata sorella Gudule, una anziana prostituta a cui degli zingari sottrassero quindici anni prima la figlia di pochi mesi (e, che, sentendosi in colpa per la sua presunta morte si rinchiude nella cella Buco dei Ratti covando odio per i gitani e, in particolare, per Esmeralda, ignorando fino all'ultimo che è lei la figlia che le fu sottratta) e l'arcidiacono Claude Frollo, dietro il cui odio si nasconde una concupiscenza incontrollabile per la giovane zingara, al punto da spingerlo ad ordire prima il suo rapimento (per mettere in atto il quale sfrutterà l'inconsapevole figlioccio Quasimodo), poi la sua condanna a morte.

#### Claude Frollo
Arcidiacono della cattedrale di Notre-Dame de Paris. Primogenito destinato alla carriera ecclesiastica, Frollo viene allontanato dalla famiglia ancora in giovane età, per non farne più rientro. Alla morte dei genitori scopre di avere un fratello, Joannes Frollo de Molendino, altrimenti chiamato Jean du Moulin, che decide di crescere, finendo però col viziarlo e perdonargli ogni dissolutezza. Decide di prendere con sé Quasimodo (lui stesso gli dà questo nome) in una sorta di risarcimento morale per la condotta dissoluta del fratello Jean, al quale crede di assicurare la salvezza dell'anima attraverso questa buona azione. La sua vita è caratterizzata da una smania di sapere che lo fa spaziare dalla teologia alla filosofia, alla medicina e persino all'alchimia e all'ermetismo. L'odio che mostra apertamente nei confronti della comunità zingara in realtà serve solo a celare agli occhi delle persone la sua lasciva passione per la giovane gitana Esmeralda, oramai divenuta suo unico vero credo. È disposto a commettere azioni ignobili pur di piegarla alla sua volontà e riuscire a possederla.

### Personaggi secondari

#### Pierre Gringoire
Poeta e filosofo squattrinato e incompreso. Riesce a farsi commissionare la scrittura di un mistero teatrale in onore della principessa Margherita di Fiandra, da mettere in scena in occasione dell'arrivo nella città parigina degli ambasciatori fiamminghi. Gringoire spera nel successo della commedia al fine di poter ripagare, con il ricavato, i numerosi debiti contratti. A seguito del fallimento del suo mistero teatrale, e subissato dal peso dei debiti, inizia a girovagare per le strade di Parigi fino a ritrovarsi, per errore, nella Corte dei Miracoli, dominio degli argot. Qui, condannato a morte per aver violato i confini della comunità gitana, viene salvato da una giovane zingara, la Esmeralda, che lo sposa pur non amandolo, sebbene il matrimonio non verrà mai consumato. Gringoire finisce col diventare membro della comunità zingara e si guadagna da vivere esibendosi nelle piazze come saltimbanco. Affascinato dalla bellezza della moglie, ne rispetta sempre le volontà, ma finisce con l'affezionarsi di più alla sua capretta Djali.

#### Phoebus de Châteaupers (o Febo)
Capitano degli arcieri del re. Personaggio noto per il suo ruolo e per il suo aspetto affascinante da cavaliere senza macchia e senza paura. È promesso sposo di una ricca nobildonna di nome Fleur-de-Lys, la cui unione matrimoniale gli avrebbe permesso di raggiungere una posizione di rispetto nella società, ma la sua indole da giovane scapestrato, nonostante la promessa di matrimonio, lo porta a vivere numerose avventure amorose. Dopo aver salvato Esmeralda dal tentato rapimento, e consapevole dell'infatuazione della giovane zingara nei suoi confronti, decide di darle appuntamento in una locanda dalla dubbia reputazione, per poter approfittare di lei, ma viene pugnalato da Claude Frollo, pazzo di gelosia. Sopravvissuto al tentato omicidio, dopo un periodo di convalescenza vissuto lontano dalle scene, rientra nel suo ruolo di capitano e promesso sposo, rinnegando qualunque collegamento con la zingara, sia per evitare di mandare all'aria i piani di matrimonio, sia perché convinto della colpevolezza della gitana nel suo tentato omicidio. Del tutto indifferente alla sorte di Esmeralda, finisce con lo sposare Fleur-de-Lys.

#### Fleur-de-Lys (o Fiordaliso)
Promessa sposa di Phoebus de Châteaupers. È dispettosa e fortemente invidiosa della bella gitana Esmeralda e del fascino che essa esercita senza rendersene conto e di cui nessuno sembra essere immune, compreso il suo fidanzato Phoebus.

#### Clopin Trouillefou
Re di Thunes, sovrano supremo del reame dell'Argot. Finto mendicante di giorno, ma massima autorità nella comunità zingara. Scaltro e carismatico, decide di uccidere Pierre Gringoire per il semplice fatto di essere entrato nella Corte dei Miracoli senza essere un argot. Durante il tentativo di liberare Esmeralda dalla sua detenzione forzata nella cattedrale di Notre-Dame viene ucciso dagli arcieri del re, inviati a reprimere la rivolta degli zingari.
Jehan Frollo De Moulin
Fratello minore dell'Arcidiacono Claude Frollo. È un ragazzino di sedici anni dedito alle risse, alle donne e soprattutto all'alcol che da dispiacere al fratello maggiore che lo salvò quando era solo un neonato da un incendio. È viziato, testardo ma anche astuto e coraggioso, passa il tempo a bighellonare per le strade di Parigi invece di studiare e cerca in più modi di spillare soldi al fratello. Alla fine si unirà agli zingari verso la carica a Notre Dame e riuscirà pure a penetrare nell'edificio ma verrà ucciso brutalmente da Quasimodo.

## Trasposizioni

### Teatro (opere, musical e balletti)
- La Esmeralda, opera in quattro atti su libretto di Victor Hugo, musica di Louise-Angélique Bertin (Parigi, Opéra, 14-XI-1836). Primo adattamento del romanzo
- La Esmeralda, balletto con la coreografia di Jules Perrot e Marius Petipa, e la musica di Riccardo Drigo e Cesare Pugni
- Notre-Dame de Paris, balletto di Roland Petit (1965)
- Notre-Dame de Paris (Notre-Dame de Paris) - opera popolare francese scritta da Luc Plamondon e composta da Riccardo Cocciante andato in scena in Francia nel 1998 e in Italia dal 2002
- Quasimodo, il gobbo di Notre-Dame, regia di Gennaro Duccilli - Unica opera in prosa tratta dal celebre romanzo, è andata in scena in Italia per la prima volta nel 2007
- Esmeralda, opera in quattro atti, libretto e musica di Sirio Santucci, (Livorno, Teatro Goldoni, 28-XI-1946)

### Cinema
- Esmeralda, di Victorin-Hippolyte Jasset e Alice Guy-Blaché (1905)
- Nostra Signora di Parigi, di Albert Capellani (1911)
- Il gobbo di Notre Dame (The Hunchback of Notre Dame), di Wallace Worsley (1923)
- Il gobbo di Notre Dame (Notre-Dame de Paris), di Jean Epstein (1931)
- Notre Dame (The Hunchback of Notre Dame), di William Dieterle (1939)
- Notre-Dame de Paris (Notre Dame de Paris), di Jean Delannoy (1956)
- Ragazze, il mostro è innamorato (Big Man on Campus) di Jeremy Paul Kagan (1989) - parodia del romanzo ambientata in un campus universitario in epoca moderna.
- Il gobbo di Notre Dame (The Hunchback of Notre Dame), film d'animazione direct-to-video di Toshiyuki Hiruma e Takashi.
- Il gobbo di Notre-Dame (The Hunchback of Notre Dame), film d'animazione di Gary Trousdale e Kirk Wise (1996)
- Il gobbo di Notre Dame II (The Hunchback of Notre Dame II), film d'animazione di Bradley Raymond (2002)

### Televisione
- Il gobbo di Notre Dame (The Hunchback of Notre Dame), regia di Michael Tuchner (1982) - film TV
- The Hunchback, di Peter Medak (1997) - film TV

### Videogiochi
- Hunchback (1983) - con vari seguiti
- Quasimodo (1984)
- Disney's The Hunchback of Notre Dame 5 Topsy Turvy Games (1996) - basato sul film Disney

## Edizioni italiane
- La Zingara, traduzione di Gaetano Barbieri, Livorno, Bertani Antonelli e c., 1838.
- Nostra Signora di Parigi, Milano, Sonzogno, 1867.
- Nostra Signora di Parigi o Esmeralda, traduzione di Ernesto Daquanno, Milano, Fratelli Treves, 1881.
- Nostra Signora di Parigi, traduzione di Ercole Luigi Morselli, con uno studio di Cesare Cantù, 2 voll., Milano, Istituto Editoriale Italiano, 1914. - col titolo Notre-Dame de Paris, 2 voll., Collana I Libri del Sabato n.32-33, Roma, Gherardo Casini Editore, 1966; con trad. riveduta a cura di Riccardo Reim, Roma, Newton Compton, 1996.
- Nostra Signora di Parigi, 2 voll., Milano, Facchi Editore, 1919.
- Nostra Signora di Parigi, traduzione di Renato Colantuoni, Sesto San Giovanni-Milano, Barion, 1928.
- Notre-Dame de Paris, traduzione di Luigi Galeazzo Tenconi, 2 voll., BUR n.321-326, Milano, Rizzoli, 1951.
- Nostra Signora di Parigi, traduzione di e introduzione di Gianni Maria Siano, Collana I Grandi Scrittori Stranieri n.190-191, Torino, UTET, 1955.
- Nostra Signora di Parigi, traduzione di Valentina Valente, prefazione di Diego Valeri, Collana I Classici di tutti i paesi n.17, Novara, Ist. Geogr. De Agostini, 1960. - ed. limitata, Club del Libro, Milano, 1960. [traduzione collazionata sull'edizione del 1832, l'ultima riveduta dall'autore]
- Nostra Signora di Parigi (Notre-Dame de Paris), traduzione di Cino Pichi, Roma, Editrice italiana di cultura, 1965.
- Notre-Dame de Paris, traduzione di Giuseppe Sardelli, Milano, Fabbri Editori, 1970.
- Notre-Dame de Paris, traduzione di Clara Lusignoli, introduzione di Marius-François Guyard, Collana I millenni, Torino, Einaudi, 1972.
- Notre-Dame de Paris, traduzione di Richard e Clara Winston, Milano, Mondadori, 1973.
- Notre-Dame de Paris, traduzione di Gabriella Leto, Collana Oscar Classici n.490, Milano, Mondadori, 1985, ISBN 978-88-04-47786-0.
- Notre-Dame de Paris, traduzione di Ercole Luigi Morselli, Collana I Classici, Vicenza, Orsa Maggiore, 1989.
- Notre-Dame de Paris, prefazione, traduzione e note di Sergio Panattoni; introduzione di Carlo Bo, Collana I Grandi Libri, Milano, Garzanti, 1996, ISBN 978-88-11-36543-3.
- Notre-Dame de Paris, traduzione di Donata Feroldi, introduzione di Goffredo Fofi, Collana Universale economica. I Classici, Milano, Feltrinelli, 2002, ISBN 978-88-079-0123-2.
- Notre-Dame de Paris, traduzione di Fabio Scotto, introduzione di Umberto Eco, La Biblioteca di Repubblica, Roma, Gruppo Editoriale L'Espresso, 2003,  pp. XXIX-600.
- Notre-Dame de Paris, traduzione di Flavia Campagna, Collana Young, Roma, Armando Curcio Editore, 2020, ISBN 978-88-686-8470-9.